# Ding Sheng
Ding Sheng (chinois : 丁晟 ; pinyin : dīng shèng) est un réalisateur chinois.

## Filmographie
- 2008 : Underdog Knight
- 2010 : Little Big Soldier
- 2011 : He-Man (en)
- 2013 : Police Story: Lockdown
- 2015 : Saving Mr. Wu
- 2016 : Railroad Tigers
- 2018 : A Better Tomorrow 2018
- 2019 : S.W.A.T